# Szent Kereszt felmagasztalása templom (Ganna)
A Szent Kereszt felmagasztalása templom Ganna római katolikus temploma. A klasszicista stílusú épület altemplomában az Esterházy család mauzóleuma található.

## Története
A Nagygannán 1770-ben épült fatemplom helyett új templom építését határozta el gróf Esterházy Miklós 1808-ban. Az építkezést 1812-ben Charles Moreau francia építész tervei alapján kezdte el Joseph Czehmaister tatai építőmester, de egy év múlva visszavonták megbízatását és a munkát Josef Franz Engel az Esterházy család bauinspektora folytatta. A több mint 300 ezer forintot felemésztő építkezés befejeztével a templomot 1818 nyarán szentelték fel.

## Leírása

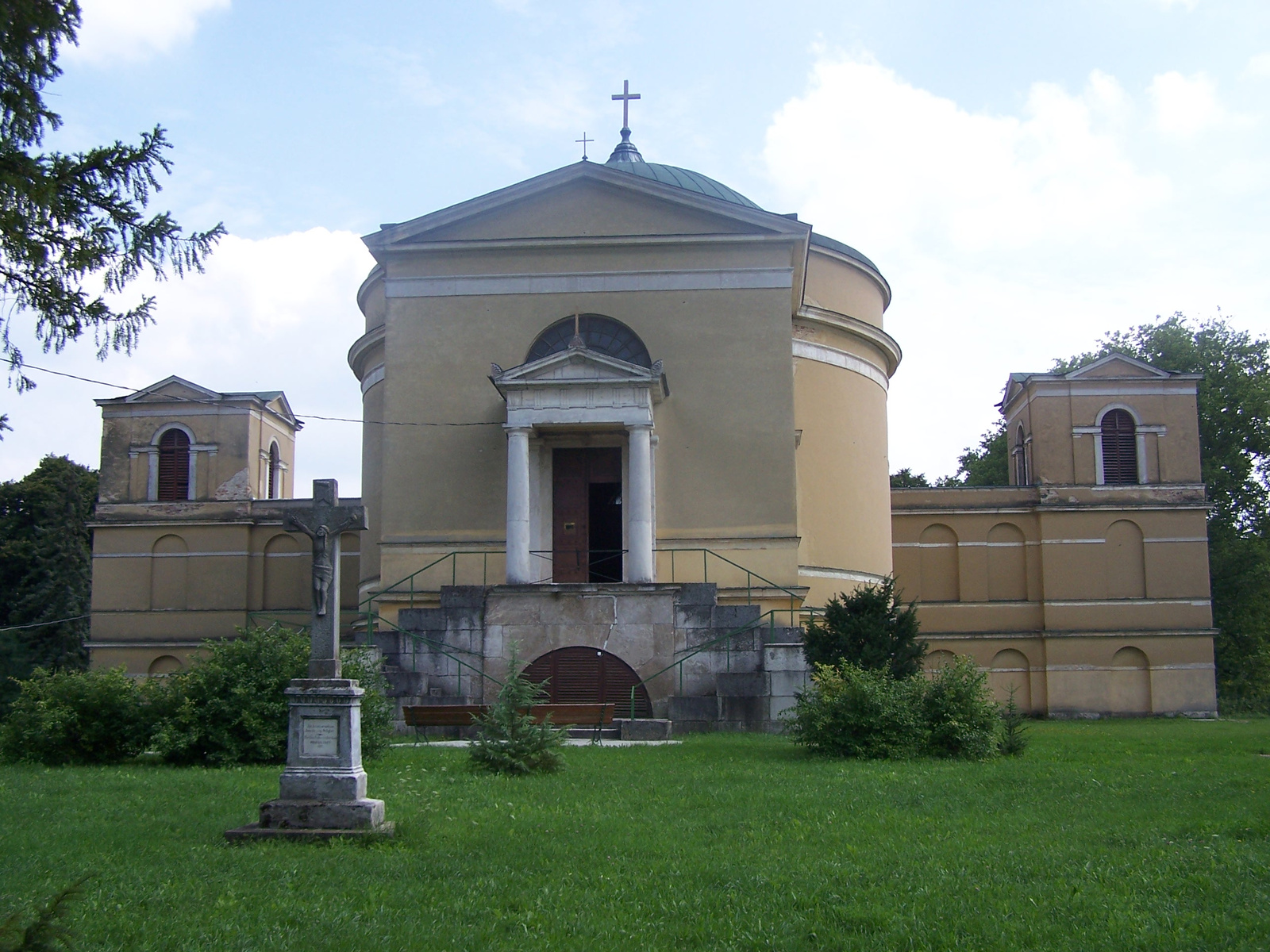
A templom elölnézete

A templom központja a felmagasított szinten elhelyezkedő kör alakú hajótér, melybe négyszögletes előcsarnokon át lehet bejutni. A bejáratot két kétkarú lépcsőn és egy kétoszlopos portikuszon keresztül lehet megközelíteni. A portikusz tetején egy timpanon látható, melynek akantuszmotívuma a templom egyedüli külső dísze.
Az épület központi tömegéhez kétoldalt egy-egy négytengelyes szárnyépülettel csatlakozik két zömök, háromszintes torony. A templom homlokzata kiegyensúlyozott és zárt, a hátsó nézet a kismartoni kastély Moreau által tervezett, de teljesen nem kiépített kerti homlokzatára hasonlít.
A hajó lapos kupolája kazettás-rozettás festést kapott, a római Pantheonhoz hasonlóan. Körben Keresztelő Szent János, a gyermekét tartó Madonna, Szent Péter, Szent Pál, Szent József életnagyságú szobrai, Szent Anna és Szűz Mária kettős szoborcsoportja, valamint domborművek láthatók. A vörösmárvány lépcsővel megemelt oltár a templomhajó főtengelyében szabadon áll. A tabernákulum fölött Krisztus töviskoszorúját tartó Madonna szobor.

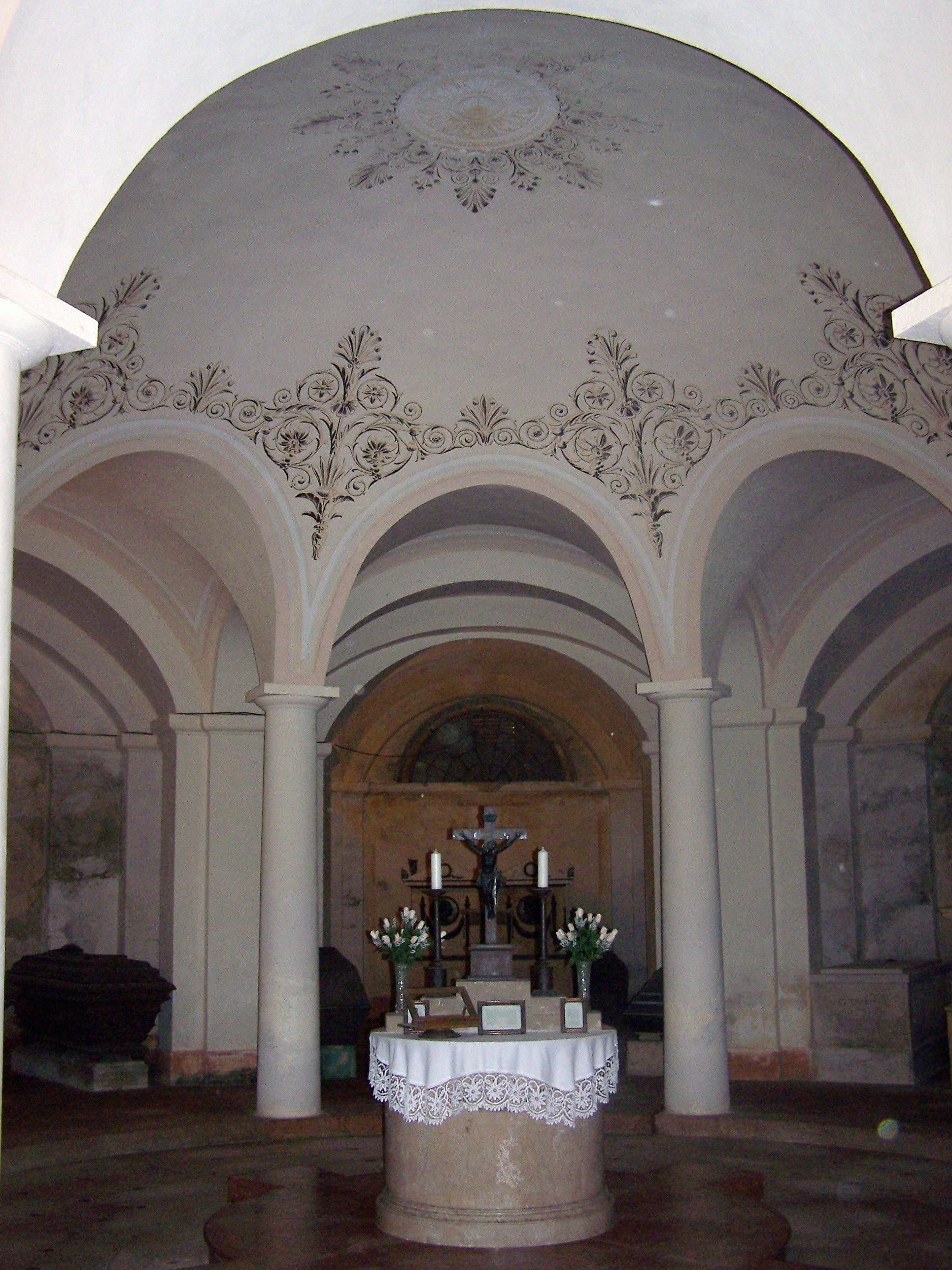
Az altemplom kupolája és oltára

A hajó alatt itáliai keresztelőkápolnákat idéző, félig földbe süllyesztett kör alakú kripta található, melynek kupoláját nyolc karcsú oszlop tartja. A középen elhelyezett kör alakú márványoltár feszületének mindkét oldalán függ korpusz, így kétoldalt egyszerre két pap mondhatott szentmisét, az egyikük fehér miseruhában az élőkért, másikuk feketében a holtakért. Az oltár latin feliratának magyar fordítása: „Krisztus a világ megváltója, aki saját vérével a megbilincselt lelkeket megszabadította és meg is tisztította.” A kápolna csehboltozatos kerengőjéről közelíthetők meg a szarkofágokat és koporsókat tartalmazó oldalfülkék.

## Az Esterházy-mauzóleum nevezetesebb halottai
A kriptában az Esterházy család számos jelentős tagja fekszik. A koporsókat és szarkofágokat családonként helyezték el.
- Esterházy Ferenc gróf (1715–1785): főkancellár, horvát bán
- Chanclos Mária Josepha grófnő (1741–1810): XVI. Lajos leányának, Mária Terézia Saroltának nevelőnője.
- Roisin Franciska őrgrófnő (1778–1845): Esterházy Miklós felesége, XVI. Lajos leányának barátnője.
- Esterházy Pál (1805–1877): 1848-as honvédezredes, a herkályi és nyárasdi csaták hőse, komáromi védő, majd parlamenter. A várfeladás után emigrált, Londonban a szabadságharc magyar menekültjeinek segítője, a honvédegylet elnöke. Iskolaalapító.
- Esterházy Miksa gróf (1837–1883): a Magyar AC alapítója.
- Esterházy Mór (1807–1890): római nagykövet, 1861-ben Ferenc József tárca nélküli minisztere.
- Esterházy Miklós Móric (1855–1925): az ún. néppárt (a katolikus egyház érdekeit képviselő párt) alapítója.
- Esterházy Pál (1883–1915) első világháborús hősi halott
- Esterházy Alajos (1883–1916) első világháborús hősi halott
- Esterházy Péter (1950–2016) Kossuth-díjas író

A mauzóleumot a Nemzeti Örökség Intézete nemzeti sírkertnek nyilvánította.